# دريك بريتون
دريك بريتون (بالإنجليزية: Drake Britton) هو لاعب كرة قاعدة أمريكي، ولد في 22 مايو 1989 في واكو في الولايات المتحدة.

## وصلات خارجية
- دريك بريتون على موقع دوري كرة القاعدة الرئيسي (الإنجليزية)
- دريك بريتون على موقعبيزبول رفرنس.كوم (الدوري الرئيسي) (الإنجليزية)
- دريك بريتون على موقعبيزبول رفرنس.كوم (الدوري الثانوي) (الإنجليزية)
- دريك بريتون على موقع إي إس بي إن.كوم (أم.أل.بي) (الإنجليزية)
- دريك بريتون على موقع مشجعي الرسوم البيانية (الإنجليزية)